# Led Zeppelin II
Led Zeppelin II es el segundo álbum de estudio de la banda inglesa de hard rock Led Zeppelin, lanzado el 22 de octubre de 1969 en Estados Unidos y el 31 de octubre de 1969 en el Reino Unido por Atlantic Records. 
Las sesiones de grabación del álbum se llevaron a cabo en varios lugares del Reino Unido y América del Norte desde enero hasta agosto de 1969. La producción del álbum corrió por cuenta del guitarrista y compositor principal de la banda Jimmy Page, siendo también el primer álbum de Led Zeppelin en el que Eddie Kramer se desempeñó como ingeniero.
El álbum exhibió el estilo musical en evolución de la banda de material derivado del blues y su sonido basado en riff de guitarra. Ha sido descrito como el álbum más pesado de la banda. Seis de las nueve canciones fueron escritas por la banda, mientras que las otras tres fueron reinterpretaciones de canciones Chicago blues de Willie Dixon y Howlin' Wolf. Un sencillo, «Whole Lotta Love», se lanzó fuera del Reino Unido (la banda no lanzaría ningún sencillo en el Reino Unido durante su carrera), y alcanzó su punto máximo como sencillo entre los diez primeros en más de una docena de mercados alrededor del mundo.

## Concepción

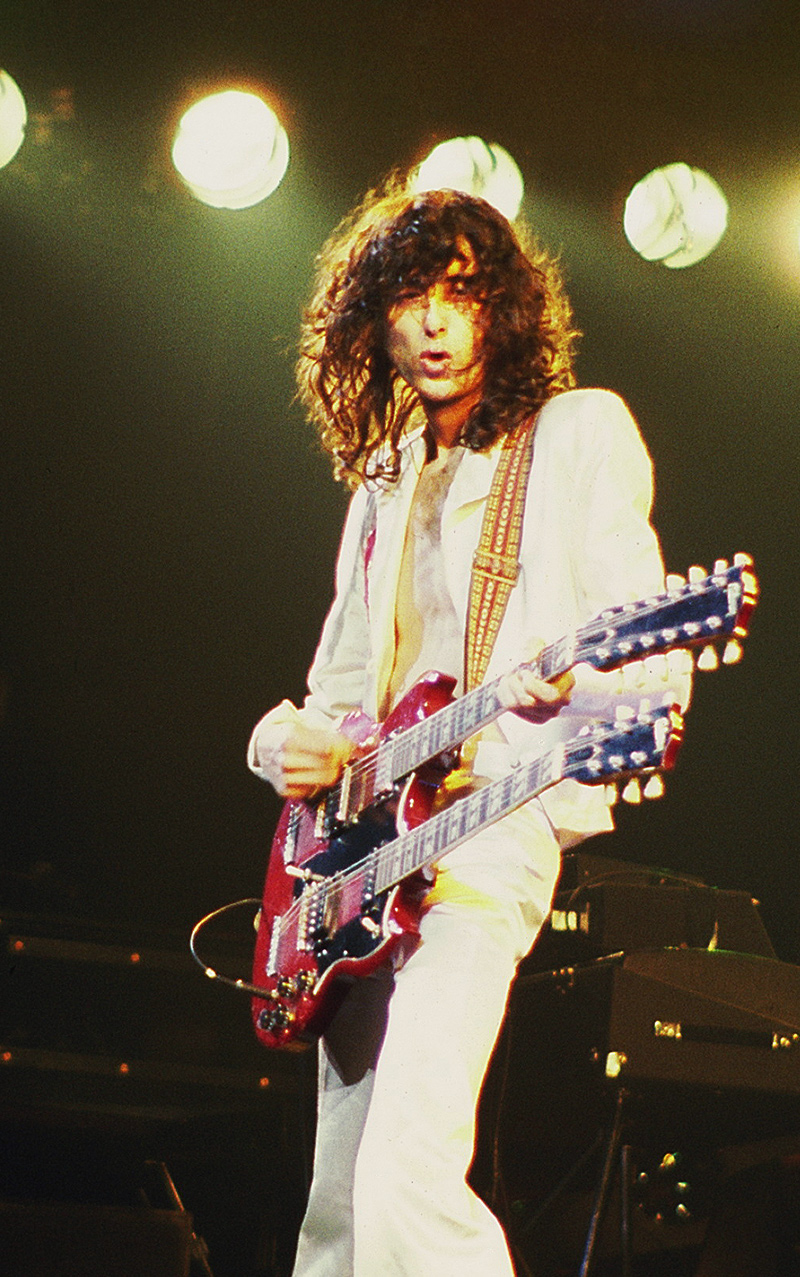
Jimmy Page de Led Zeppelin en concierto, Chicago, Illinois, 1977.

### Inspiración
Led Zeppelin II fue concebido durante un período agitado y lleno de viajes de la carrera de Led Zeppelin, que abarcó desde enero hasta agosto de 1969, cuando realizaron cuatro giras por Europa y tres por América.
Cada canción fue grabada por separado y grabada, mezclada y producida en varios estudios en Gran Bretaña y Norteamérica. Debido a que el álbum se escribió durante las giras, durante períodos libres de un par de horas de duración entre los conciertos e inmediatamente después se reservó un estudio y el proceso de grabación empezó, se consiguió un sonido cuya espontaneidad nació de la urgencia y necesidad. El bajista John Paul Jones comentó que "estábamos viajando mucho. Los solos de Jimmy [Page] se estaban volviendo rápidos y furiosos. Muchos de ellos surgieron en escena, especialmente en las improvisaciones de 'Dazed and Confused '. Debemos recordar todo el buen material y la chispa que adquirimos por el camino y volcamos en el estudio".
Algunos de los estudios utilizados por la banda no fueron de los más modernos. Uno de ellos en Vancouver, calificado despectivamente como "una casucha" ni siquiera tenía auriculares en funcionamiento.
El vocalista del grupo, Robert Plant habló sobre el proceso de escritura y grabación, afirmando que "fue realmente una locura. Estábamos escribiendo los temas en las habitaciones del hotel, y luego debíamos ir a Londres a grabar la parte rítmica, añadir la voz en Nueva York, grabar la armónica en Vancouver y luego, para finalizar la mezcla, volver a Nueva York".
"Thank You", "The Lemon Song" y "Moby Dick" fueron grabadas durante las giras, así como la mezcla del sencillo "Whole Lotta Love" y "Heartbreaker". Page afirma que "en otras palabras, mucho del material de este disco fue hecho durante los ensayos para las giras y creamos esto juntos.".

### Grabación
La sesiones de grabación tuvieron lugar en los estudios Olympic y Morgan en Londres, Inglaterra, A&M, Quantum, Sunset y Mystic en Los Ángeles, California, Ardent Studios en Memphis, Tennessee, A&R Juggy Sound, Groove y Mayfair en Nueva York y en el estudio ubicado en Vancouver, Columbia Británica.
La producción fue acreditada en su totalidad al guitarrista y compositor Jimmy Page, quien en el álbum anterior aplicó técnicas usadas por Eddie Kramer, cuyo primer trabajo con Jimi Hendrix impresionó a todos los miembros de la banda, especialmente al guitarrista. El experto en Led Zeppelin Dave Lewis escribió sobre la producción del álbum, diciendo que "debe considerarse todo un triunfo, especialmente por la producción, que hace que aún hoy en día el sonido siga siendo fresco, y eso se debe a la unión de Kramer y Page en la sala de control".
En otra entrevista, Kramer dio a Page mucho crédito por el sonido logrado, pese a las condiciones en las que se grabó el álbum, señalando que "hicimos este álbum por fragmentos. Hemos cortado algunas pistas en los estudios más extraños que puedan imaginarse, donde había pequeños agujeros en la pared. Eran estudios muy baratos. Pero al final todo sonaba maravilloso. Hubo una unificación del sonido en [Led] Zeppelin II porque sólo hubo un hombre a cargo y ese fue el señor Page". Page y Kramer pasaron dos días mezclando el álbum en los estudios A&R.

## Análisis

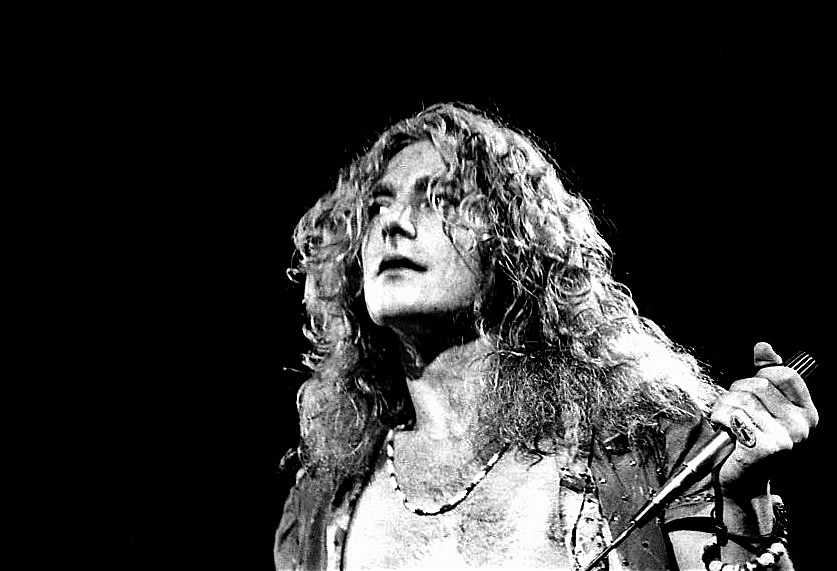
El cantante Robert Plant declaró que, en su opinión, el álbum es "muy viril".

Las canciones reflejan el crudo y envolvente sonido de la banda y su habilidad para tocar en vivo. El álbum se destaca por exhibir un desarrollo muy marcado de los temas líricos establecidos por el cantante Robert Plant en el álbum debut de Led Zeppelin, creando un trabajo que sería ampliamente aclamado y posiblemente más influyente.
"Whole Lotta Love" y "The Lemon Song" presentan temas relacionados con el sexo. La última presenta una metáfora que, según la banda, implora a "mujeres no nombradas apretar su limón hasta que el jugo corra por su pierna". Como más tarde Plant afirmaría:

"Led Zeppelin II era muy viril. Todavía se basaba en el blues pero era mucho más carnal, más aproximado a lo que se volvería nuestra música y muy extravagante. Fue escrito en los hoteles, y eso es todo un mérito".

Led Zeppelin II además presenta una cierta experimentación con otros estilos musicales y tendencias, como en el caso de "What Is and What Should Never Be" y "Ramble On" (donde Page usa una guitarra acústica), o la balada con influencias del pop "Thank You". Con su misteriosa atmósfera, "Ramble On" ayudó a desarrollar las asociaciones del hard rock con los temas fantásticos, que se derivan en parte del rock de dos o tres años antes, pero también del interés personal de Robert Plant por los libros de J. R. R. Tolkien. Esta dirección musical culminaría en el cuarto álbum del grupo, y otras bandas llevarían esta tendencia al extremo. "What Is And What Should Never Be" presenta una base de blues, a diferencia de "Ramble On", que tiene una base acústica combinada con hard rock. Por otra parte, el instrumental "Moby Dick", que contiene un largo solo de batería de John Bonham, era extendido en los conciertos en vivo, llegando a duraciones de aproximadamente media hora.
La contribución de Jimmy Page a este álbum fue muy significante. Su solo de guitarra en "Heartbreaker" fue emulado por muchos guitarristas jóvenes, y además tiene la virtud de ejemplificar el ataque intenso del grupo. Led Zeppelin II es el primer álbum de la banda en el que este guitarrista utiliza una Gibson Les Paul de 1959, guitarra que lo haría famoso. El innovador método de grabación utilizado en temas como "Ramble On" o "Whole Lotta Love" demuestra su habilidad y originalidad como productor.
La revista Rolling Stone llamó al riff de este último tema "uno de los más estimulantes del rock and roll." El bajista John Paul Jones comentó, sobre la intervención de Page en el proyecto:

"Jimmy empezó a producir por su cuenta en 'Whole Lotta Love'. Un montón de técnicas del micrófono fueron improvisadas. Todos pensarán que él iba al estudio con enormes amplificadores, pero no. Usaba sólo uno realmente pequeño y capturaba cosas con el micrófono realmente muy bien."

El material del álbum también marcó el brillo del talento vocal de Robert Plant y lo consagró como compositor de canciones. El nombre de Plant había estado previamente ausente en los créditos de composición de canciones debido a sus compromisos surgidos de su temprana asociación con CBS Records como solista. Su influencia en canciones como "What Is and What Should Never Be" y "Ramble On" fueron punteros del futuro musical de Led Zeppelin. Plant ha comentado que solo durante las sesiones de grabación de Led Zeppelin II comenzó a sentirse como en casa como vocalista en el estudio con Led Zeppelin. En una entrevista del año 2008 para Uncut, dijo que: "Durante Led Zeppelin (1969), por más que lo intenté, creí que iba a dejar la banda. No me sentía bien allí porque había mucha presión sobre mí, vocalmente, debido a la grabación del disco. Yo estaba muy nervioso y no pude disfrutarlo hasta Led Zeppelin II".

## Diseño de la carátula del álbum

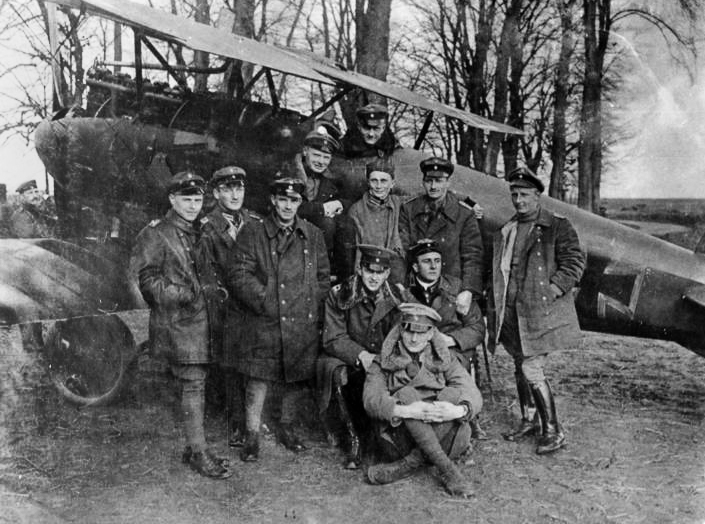
Fotografía en la que se inspiró la carátula del álbum.

La carátula del álbum se diseñó sobre la base de un póster hecho por David Juniper, quien simplemente fue llamado por la banda para crear algo que fuera "interesante". Su diseño se basó en una vieja fotografía de la Fuerza Aérea Alemana durante la Primera Guerra Mundial, el circo aéreo conducido por Manfred von Richthofen, el Barón Rojo. Luego de que la fotografía fuera coloreada, las caras de los cuatro miembros de la banda fueron pintadas con aerógrafo sobre las caras de los militares alemanes, como así las de su mánager Peter Grant y su mánager de giras, Richard Cole. La mujer es Glynis Johnson, la madre de Mary Poppins. Su presencia en la carátula es un obvio juego de palabras del nombre del ingeniero de sonido Glyn Johns. El otro rostro añadido es de Willie Johnson. La otra parte de la fotografía incluye a un dirigible en un fondo marrón. Esta característica hizo que el álbum se apodara también Brown Bomber.

## Lanzamiento y recepción del público
El álbum fue puesto a la venta el 22 de octubre de 1969 en Atlantic Records, con cuatrocientas mil copias. El logo de la campaña de publicidad fue Led Zeppelin II now flying ("Led Zeppelin ahora vuela"). Comercialmente, este disco fue el primero en llegar al puesto número uno en las listas de venta de Estados Unidos, destronando al disco de The Beatles Abbey Road dos veces, manteniéndose allí durante siete semanas. En abril de 1970 se registraron tres millones de ventas en dicho país, pese a que en Inglaterra estuviera en el puesto 138, hasta que en febrero de 1970 alcanzó el primer puesto.
El éxito más grande del álbum es "Whole Lotta Love". Esta canción alcanzó el puesto número cuatro en el Billboard Hot 100 en enero de 1970, luego de que Atlantic Records fuera contra los deseos del grupo lanzando una versión más corta. El tema del lado B, "Living Loving Maid (She's Just A Woman)" también logró ingresar a dicha lista, llegando al puesto 65 en abril de 1970. El álbum ayudó a llevar a Led Zeppelin al éxito internacional.
El 10 de noviembre de 1969, el álbum ganó el Disco de Oro otorgado por la RIAA (Recording Industry Association of America) y en 1990 ganó un Disco de Platino debido a su cantidad de ventas, de aproximadamente cinco millones de copias. El 14 de noviembre de 1999, Led Zeppelin II había vendido doce millones de copias y ganó otro Disco de Platino entregado por la misma asociación.

## Influencia
Led Zeppelin II fue citado por muchos escritores de música como un mapa para las bandas de heavy metal que se vieron influidas por él. Canciones derivadas del blues como "Whole Lotta Love", "Heartbreaker", "The Lemon Song" y "Bring It On Home" fueron vistas como representantes del género, donde la guitarra define la canción. Esos arreglos eran atípicos en la música popular de aquella época. El solo de Page en "Heartbreaker" donde se ven notas rápidas tapadas por la otra mano fue una gran inspiración para guitarristas como Eddie Van Halen y Steve Vai. Este disco también inspiró a bandas como Aerosmith, Van Halen y Guns N' Roses.
Después de su crítica recepción, Led Zeppelin II fue alabado por muchos escritores como uno de los álbumes más influyentes de la historia del rock, además de haber recibido varios premios, y haber ocupado lugares cercanos al puesto número uno en las listas de los mejores álbumes. En 1989, Spin colocó este disco en quinto lugar en una lista de los 25 mejores álbumes de la historia. En el 2000, la revista Q ubicó a Led Zeppelin II en el puesto 37 en la lista de los cien mejores álbumes británicos de la historia. En 2003, la Rolling Stone lo colocó en el puesto 75 entre los 500 mejores álbumes de todos los tiempos.

### Premios
| Publicación                | País           | Premio                                          | Año  | Puesto   |
| -------------------------- | -------------- | ----------------------------------------------- | ---- | -------- |
| Premios Grammy             | Estados Unidos | "Grammy por mejor paquete de grabación"         | 1970 | Nominado |
| Guitarist                  | Reino Unido    | "Top 50 de álbumes más influyentes del rock"    | 1995 | 3        |
| Mojo                       | Reino Unido    | "Los 100 mejores álbumes jamás realizados"      | 1996 | 41       |
| The Guitarra               | Estados Unidos | "Álbum del Milenio"                             | 1999 | 6        |
| Q                          | Reino Unido    | "100 Mejores álbumes"                           | 2003 | 37       |
| Robert Dimery              | Estados Unidos | 1001 discos que hay que escuchar antes de morir | 2006 | *        |
| Classic Rock               | Reino Unido    | "100 Mejores álbumes británicos"                | 2006 | 8        |
| Rock and Roll Hall of Fame | Estados Unidos | "Los 200 mejores álbumes de todos los tiempos"  | 2007 | 47       |
| Q                          | Reino Unido    | "50 años de genial música británica"            | 2008 | *        |

## Lista de canciones
Lado A
1. «Whole Lotta Love» (Dixon) 5:34
2. «What Is and What Should Never Be» (Page/Plant) 4:46
3. «The Lemon Song» (Page/Plant/Jones) 6:20
4. «Thank You» (Page/Plant) 4:50

Lado B
1. «Heartbreaker» (Bonham/Jones/Page/Plant) 4:14
2. «Living Loving Maid (She's Just a Woman)» (Page/Plant) 2:39
3. «Ramble On» (Page/Plant) 4:34
4. «Moby Dick» (Bonham/Jones/Page) 4:20
5. «Bring It on Home» (Page/Plant) 4:18

## Reedición de 2014
El álbum fue remasterizado junto con su primer disco y Led Zeppelin III, y lanzado el 2 de junio de 2014. La reedición viene en seis formatos: una edición estándar en CD, una edición de lujo de dos CDs, una versión estándar de un LP, una versión de lujo de dos LPs, una super de lujo de dos CDs más la versión de dos LPs con un libro de tapa dura de 88 páginas y como descargas digitales de alta resolución 96k/24 bits. Las ediciones de lujo y súper de lujo cuentan con material extra que contiene tomas alternativas y versiones de sus canciones de antes de ser lanzadas, además de incluir una canción instrumental inédita, «La La». La reedición fue publicada con una versión en negativo de las ilustraciones del álbum original como portada de su disco extra.

## Créditos

### Led Zeppelin
- Robert Plant – voz, armónica.
- Jimmy Page – guitarra eléctrica y acústica, coros.
- John Paul Jones – bajo, órgano, coros.
- John Bonham – batería, coros.

### Producción
- Barry Diament – ingeniero de audio .
- George Chkiantz – ingeniero en "Whole Lotta Love" y "What Is and What Should Never Be".
- Peter Grant – productor ejecutivo.
- Chris Huston – ingeniero en "The Lemon Song" y "Moby Dick".
- Andy Johns – ingeniero en "Thank You".
- Eddie Kramer – ingeniero y mezclador.
- Bob Ludwig – ingeniero de audio.
- George Marino – ingeniero y remasterizador.

## Posiciones en las listas de venta
Álbum
| Lista (1969)                      | Posición más alta |
| --------------------------------- | ----------------- |
| Japanese Albums Chart             | 8                 |
| USA Billboard 200                 | 1                 |
| US Billboard Soul LPs             | 32                |
| French Albums Chart               | 3                 |
| Canadian RPM Top 100 Albums Chart | 1                 |
| UK Singles Chart                  | 1                 |

| Listas (1970)                                     | Posición más alta |
| ------------------------------------------------- | ----------------- |
| US Record World Top Pop Albums                    | 1                 |
| US Cash Box Top 100 Albums                        | 1                 |
| Norwegian Albums Chart                            | 2                 |
| Australian Kent Music Report Top 100 Albums Chart | 1                 |
| Spanish Albums Chart                              | 1                 |
| German Albums Chart                               | 1                 |

Sencillos
| Año  | Sencillo                                  | Lista                | Posición |
| ---- | ----------------------------------------- | -------------------- | -------- |
| 1970 | "Whole Lotta Love"                        | US Billboard Hot 100 | 4        |
| 1997 | "Whole Lotta Love"                        | UK Singles Chart     | 21       |
| 1970 | "Living Loving Maid (She's Just a Woman)" | US Billboard Hot 100 | 65       |

## Premios por cantidad de ventas
| País                  | Ventas      | Premio      |
| --------------------- | ----------- | ----------- |
| Austria (IFPI)        | 10 000+     | Oro         |
| Argentina             | 30 000+     | Oro         |
| Estados Unidos (RIAA) | 12 000 000+ | 12x Platino |
| Canadá                | 900 000+    | 9x Platino  |
| Francia               | 200 000+    | 2x Oro      |
| España                | 50 000+     | Oro         |
| Alemania (IFPI)       | 200 000+    | Platino     |
| Australia (ARIA)      | 280 000+    | 4x Platino  |
| Reino Unido (BPI)     | 1 200 000+  | 4x Platino  |